# ...Baby One More Time (canción)
«...Baby One More Time» es una canción interpretada por la cantante estadounidense Britney Spears, incluida originalmente en su álbum debut ...Baby One More Time de 1999. Fue compuesta por el letrista sueco Max Martin y producida por Martin y Rami. El sello discográfico Jive Records la publicó como sencillo el 28 de septiembre de 1998 en Estados Unidos y en el primer trimestre de 1999 a nivel mundial como el sencillo debut de Spears, en febrero de 2019 el cantante británico Ed Sheeran lanzó una versión de la canción. La canción fue pensada originalmente para el grupo TLC, pero después de que la rechazó, Spears y Martin decidieron grabar la canción. La letra de la canción se refiere a los sentimientos de las chicas al romper con su novio y lamentar la decisión. Su melodía y sus oportunos cambios de tono la hacen una de las canciones más exitosas de la historia. De acuerdo a Billboard, «...Baby One More Time» es el sencillo más exitoso de toda la carrera de Britney Spears en la principal lista musical de canciones de Estados Unidos: la Billboard Hot 100. Por otro lado, la audiencia lo catalogó como el segundo mejor tema de Spears, según un sondeo realizado en julio de 2011 por la revista Rolling Stone, y Alim Kheraj de Digital Spy lo enlistó como el tercer mejor sencillo de la cantante. Además, Bill Lamb de About.com lo ubicó en el puesto número 14 en una lista de los mejores temas pop de todos los tiempos.
La canción recibió reseñas muy positivas de los críticos de música, quienes elogiaron su composición y fue nominada a la mejor interpretación vocal pop femenina en los Premios Grammy de 2000. La canción también tuvo éxito comercial y sigue siendo el sencillo más exitoso de Spears a nivel mundial, con el que encabezó las listas en Australia, Canadá, Nueva Zelanda, Estados Unidos y en cada país europeo en el que se lanzó, siendo número uno a nivel continental. En el Reino Unido, se convirtió en el sencillo más vendido de 1999. También recibió numerosas certificaciones y ha vendido más de 11 millones de copias alrededor del mundo, convirtiéndose en uno de los sencillos más vendidos de todos los tiempos.
El video musical de la canción, dirigido por Nigel Dick, muestra a Spears como alumna de una escuela secundaria católica, quien empieza a cantar y bailar dentro y luego alrededor de la escuela, mientras observa a su interés amoroso desde lejos. Al final del video, se revela que Spears en realidad estaba soñando despierta. El video fue publicado en YouTube el 25 de octubre de 2009 (11 años después del lanzamiento original del video) y cuenta con más de 800 millones de reproducciones.  «...Baby One More Time» es a menudo incluida en las listas de grandes canciones. La audiencia lo catalogó como el cuarto mejor vídeo de Spears, según un sondeo realizado en enero de 2011 por Billboard, y como el mejor video de la década de 1990, de acuerdo a un sondeo realizado en agosto del mismo año por la revista. Por otro lado, la serie de televisión Glee versionó el tema. En febrero de 2019 en cantante británico Ed Sheeran lanzó una versión de la canción celebrado los 20 años de la canción.
En 2011, a la canción se le hizo una versión interpretada por The Girly Team para el videojuego de baile Just Dance 3, posteriormente en 2015 este grupo hizo una revisión para el servicio Just Dance Unlimited, introducido ese mismo año en Just Dance 2016.

## Antecedentes

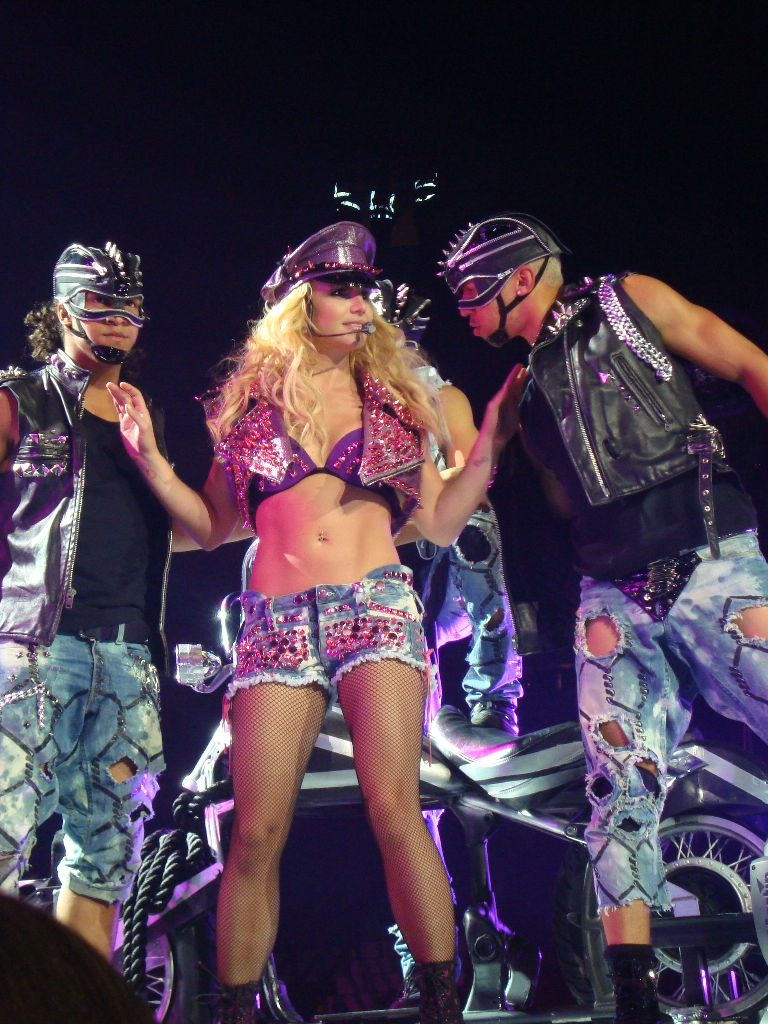
Britney Spears durante la interpretación de «...Baby One More Time» en su gira Femme Fatale Tour (2011).

Después de firmar con Jive Records en 1997, Spears comenzó a trabajar con un número de productores. A principios de 1998, voló a los Cheiron Studios en Estocolmo, Suecia para trabajar con Max Martin, Denniz Pop y Rami, entre otros. Martin le mostró a Spears y a su equipo una canción titulada «Hit Me Baby One More Time» para el grupo de R&B, TLC, sin embargo, cuando la canción se le presentó al grupo, la rechazaron porque ya habían terminado su tercer álbum de estudio, FanMail. Spears afirmó más tarde que se sintió emocionada cuando la oyó y sabía que iba a ser un sencillo exitoso. De las sesiones de grabación, dijo, «no lo hice bien el primer día en el estudio de grabación, estaba demasiado nerviosa. Así que salí esa noche y la pasé muy bien. Al día siguiente estaba totalmente relajada. Tienes que estar relajada cuando cantas "...Baby One More Time"». Los ejecutivos de Jive Records les preocupaba que la línea «Hit me» (golpéame) propiciaría la violencia doméstica. El título fue modificado más tarde y quedó como está en la actualidad.
La canción fue compuesta y producida por Max Martin a quien en su momento se le otorgaron importantes premios en la música. La canción trata acerca de una relación en su inicio y fin, pero a la vez de cuánto ella deseaba que se reconciliara al decir: "hit me baby one more time".
Al respecto, Spears señaló que tan pronto como oyó el demo de la canción, supo que tenía que grabarla. Ello, debido a que sintió que era una canción a través de la que cualquier niña arrepentida podía identificarse.

## Composición
«...Baby One More Time» es una canción dance pop y teen pop con una duración de tres minutos y 30 segundos. Está compuesta en la tonalidad de do menor y se encuentra en el compás de 4/4, con un tempo moderado de 93 pulsaciones por minuto. El rango vocal de Spears abarca más de dos octavas, de mi♭3 a la nota alta de sol5. La canción comienza con un motivo de tres notas en el rango bajo del piano, una apertura que ha sido comparada con muchas otras canciones, como «We Will Rock You» (1977), «Start Me Up» (1981) y el tema musical de la película Jaws, debido al hecho de que la pista «se hace presente en exactamente un segundo». Según la revista Blender, «"...Baby One More Time" está compuesta por "líneas de guitarra wah wah y palmadas bajo de una máquina ECG».
Claudia Mitchell y Jacqueline Reid-Walsh, autoras de Girl Culture: Studying girl culture: a reading's guide (2008), observaron que la letra de la canción era «Un gesto hacia [Spears] anhelando el regreso de un ex novio». Spears dijo «"... Baby One More Time" es una canción que "cada chica puede relacionarse. ella lo lamenta. ella lo quiere de vuelta"». La letra, sin embargo, causó controversia en los Estados Unidos, porque la línea «hit me baby one more time» —golpéame cariño una vez más— supuestamente tiene connotaciones sadomasoquistas. Como respuesta, la cantante dijo que la línea «no significa físicamente me golpeó. [...] significa simplemente dame una señal, básicamente. Creo que es un poco raro que la gente realmente piensa que es lo que significaba».

## Video musical
El video musical de «...Baby One More Time» fue dirigido por el veterano director estadounidense Nigel Dick, quien trabajó por primera vez con Britney Spears y fue filmado durante los días 6, 7 y 8 de agosto de 1998. Por su parte, el video musical convirtió al sencillo en todo un suceso. Por su originalidad, sin embargo, hay un gran contraste entre el inicio y el final del vídeo. El plan original consistía en elaborar un vídeo del agrado del público más joven: los niños; así, se propuso la elaboración de una caricatura. Sin embargo, Spears propuso ampliar el mercado, dirigiendo el vídeo a un público mayor. Ello derivó en el olvido del plan primario, y la adopción de otro, donde la cantante sería grabada en una escuela.
Realizado en el instituto Venice (Los Ángeles) en California, el vídeo empieza cuando la estudiante Britney se aburre cuando está por finalizar su última clase. (Un detalle interesante consiste en que su asistente en la vida real, Felicia, interpreta el papel de maestra de la joven.) Cuando la campana suena, Spears y sus amigas salen corriendo al pasillo y da inicio la coreografía. Después sale de su escuela y la encontramos afuera de su colegio con ropa estilo deportivo mostrando sus habilidades como bailarina y gimnasta. En la tercera parte del vídeo está sentada en las gradas de la cancha de baloncesto del colegio, mirando a quien se supone fue su novio. En la cuarta parte, ella monta los pasos finales de la coreografía junto a sus bailarines en la cancha de baloncesto. El vídeo finaliza mostrándonos que Spears se encontraba en el aula y que en realidad había soñado despierta.
Fue un éxito en MTV y otros canales musicales, pero fue su primer vídeo retirado en TRL (Total Request Live).
La idea detrás de la creación del video musical fue completamente elaborada por Britney Spears, quien declaró que pese a que la idea original que tenían en mente era «bastante salvaje», ella solo quería hacer un video musical «divertido», a través del cual sus seguidores se sintieran identificados. Por ello es que sugirió a Nigel Dick que el video musical tratara sobre ella en la escuela, donde bailara junto a un montón de chicos guapos a su alrededor. Al respecto, el director señaló que desde un comienzo «odió» la idea de la cantante, pero aun así aceptó el trabajar con ella, debido a que sintió que Britney Spears era una «gran chica» y a que "...Baby One More Time" era una «gran canción». Ello, pese a que no sabía nada acerca de la cantante, debido a que nunca vio el programa Mickey Mouse Club, y pese a que sus colegas se preguntaban por qué trabajaba en el video musical de una chica prácticamente desconocida, de entonces solo 16 años de edad.
Además de ello, Nigel Dick reveló que su idea original solo contemplaba pantalones vaqueros y camisetas, más que cuando se encontraban revisando el vestuario y realizando el montaje, la cantante levantó las prendas que vestiría y preguntó: «¿No me pongo un traje de colegiala?». Tras ello, los vestuarios fueron completamente cambiados por otros provenientes de la tienda Kmart, de los cuales ninguna prenda superó el bajo costo de $17. Por su parte, Britney Spears declaró que el rodaje del video musical fue una experiencia «realmente maravillosa». Además de ello, señaló que su idea de mostrar su abdomen en este, se debió a que ella provenía del sur de Estados Unidos, donde te clasifican de «tonta» si no usas un sostén deportivo cuando vas a clases de baile, debido a que, de no hacerlo, terminarías completamente sudada.
El 24 de octubre de 2009, Jive Records publicó el vídeo en la cuenta de Vevo de Spears, donde en agosto de 2013, alcanzó los 80 millones de reproducciones, tras ser visitado en mayor medida por personas de Estados Unidos, Chile y Canadá. En abril de 2014 obtuvo la certificación de VEVO por alcanzar las 100 millones de vistas oficiales. En 2013, John Boone de E! Francia lo catalogó como el cuarto mejor video de la cantante.

## Desempeño comercial

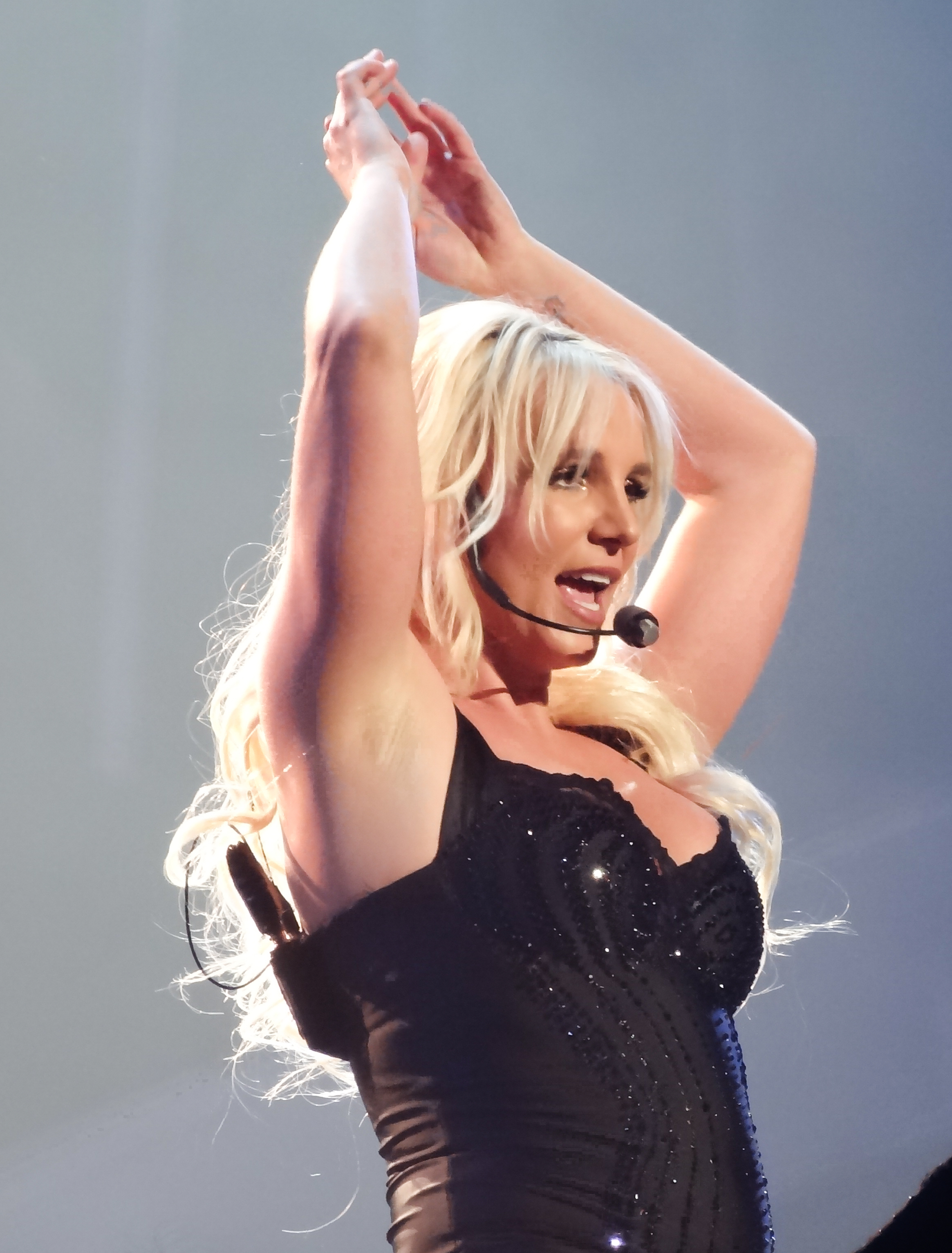
Spears durante la presentación de «...Baby One More Time» en uno de los espectáculos de su residencia de conciertos Britney: Piece of Me (2013-16).

### Norteamérica
"...Baby One More Time" inicialmente fue un rotundo éxito a finales del año 1998 en Norteamérica. El sencillo ingresó en la posición número diecisiete al Billboard Hot 100 de los Estados Unidos y se posicionó número uno la semana siguiente, permaneciendo en dicha posición durante dos semanas consecutivas, con un total de treinta y dos semanas de permanencia en la lista musical, veintinueve de ellas entre las cuarenta primeras posiciones, la trayectoria más larga registrada, hasta ahora, por un sencillo de la cantante. "...Baby One More Time" se convirtió en el primer sencillo de Britney Spears posicionado número uno en el Billboard Hot 100. El sencillo también se posicionó número uno durante cuatro semanas consecutivas en el Hot 100 Singles Sales, siendo certificado de Platino por la RIAA tras superar 3 000 000 de unidades vendidas. No obstante, según Nielsen SoundScan, en los Estados Unidos "...Baby One More Time" ha registrado ventas legales de 1412 millones de copias físicas y 511 mil descargas digitales, hasta junio de 2012. El sencillo también experimentó un considerable nivel de airplay, convirtiéndose en el primer sencillo de la cantante que ingresa a las diez primeras posiciones del Hot 100 Airplay. El sencillo también se convirtió en un rotundo éxito en el Top 40 de la radio, ingresó rápidamente a las diez primeras posiciones del Top 40 Tracks y del Rhythmic Top 40, y se posicionó número uno por cinco semanas consecutivas en el Mainstream Top 40. En el año 1999, «...Baby One More Time» y el álbum de estudio del mismo nombre, convirtieron a Britney Spears en la quinta artista femenina que consiguió liderar, simultáneamente, los rankings Billboard Hot 100 y Billboard 200, los más importantes de Estados Unidos.
En Canadá "...Baby One More Time" ingresó el 28 de noviembre de 1998, se posicionó número uno durante dos semanas consecutivas, permaneció durante veintiún semanas en la lista musical, y se convirtió en el primer sencillo número uno de la cantante. Finalmente ...Baby One More Time duró 14 semanas en el top 10 la estancia más grande de la cantante en el top 10 después de Womanizer.

### Europa
En Europa "...Baby One More Time" ingresó exitosamente a las listas musicales. El sencillo se posicionó número uno durante diez semanas consecutivas en el Hot 100 Singles Europeo, con treinta y dos semanas de permanencia en la lista musical, la trayectoria más larga registrada, hasta ahora, por un sencillo de la cantante. En el Reino Unido el sencillo ingresó directamente en la posición número uno el 27 de febrero de 1999, posición en la cual permaneció durante dos semanas consecutivas, convirtiéndose en el primer sencillo número uno de la cantante en la Lista Musical Británica de Sencillos. "...Baby One More Time" fue certificado cuádruple disco de platino por la BPI tras superar 2 400 000 unidades vendidas. El sencillo permaneció durante veintidós semanas en la lista. El gran éxito alcanzado en el territorio Británico, hizo figurar a "...Baby One More Time" en la posición número uno en la lista de los sencillos más exitosos del año 1999. En suma, de acuerdo a la compañía The Official UK Charts Company, «...Baby One More Time» ha vendido 2 millones de copias en el Reino Unido, las cuales le convierten, por lejos, en el sencillo más vendido de Spears en el estado y en uno de los sencillos más vendidos en la historia. En Alemania el sencillo se posicionó número uno durante seis semanas consecutivas, fue certificado de Platino por la IFPI local tras superar las 750 000 unidades vendidas, permaneció durante veintidós semanas en la lista musical, y se convirtió, hasta ahora, en el sencillo más exitoso de la cantante. En Francia el sencillo ingresó el 27 de marzo de 1999 en la posición número seis, ascendiendo en su quinta semana en la lista musical a la posición número uno, donde permaneció por dos semanas consecutivas. Finalmente "...Baby One More Time" permaneció durante dieciséis semanas consecutivas entre las diez primeras posiciones de la lista musical, fue certificado de Platino por la SNEP tras superar las 500 000 copias vendidas, permaneció treinta semanas en la lista musical, la trayectoria más larga registrada, hasta ahora, por un sencillo de la cantante, y se convirtió en el primer sencillo de Britney Spears posicionado número uno en la lista musical Francesa hasta el 2008 que debuta en la posición #1 con "Womanizer", el primer sencillo de su sexto álbum en estudio Circus.

### Oceanía
En Oceanía "...Baby One More Time" fue un rotundo éxito. En Australia el sencillo ingresó el 31 de enero de 1999 en la posición número veinte, ascendiendo en su cuarta semana de permanencia en la lista musical a la posición número uno, en la cual se mantuvo durante nueve semanas consecutivas. El sencillo finalmente permaneció durante diecisiete semanas consecutivas entre las diez primeras posiciones de la lista musical, fue certificado Triple Platino por la ARIA tras superar las 210 000 descargas digitales, permaneció durante veintitrés semanas en la lista musical, y se convirtió en uno de los setenta sencillos más exitosos en el país, y en el más exitoso de la cantante hasta ahora. En Nueva Zelanda el sencillo ingresó el 14 de febrero de 1999 en la posición número nueve, ascendiendo a la semana siguiente a la posición número uno, posición en la que permaneció durante cuatro semanas no consecutivas tras constantes ascensos y descensos. Finalmente, el sencillo permaneció durante quince semanas consecutivas entre las diez primeras posiciones de la lista musical, fue certificado de Platino por la RIANZ tras superar las 15 000 descargas digitales, se mantuvo en la lista musical durante veintiséis semanas, tras experimentar tres reingresos, y se convirtió en uno de los cincuenta sencillos más exitosos en el país, y en el más exitoso de la cantante hasta ahora.

## Premios y nominaciones

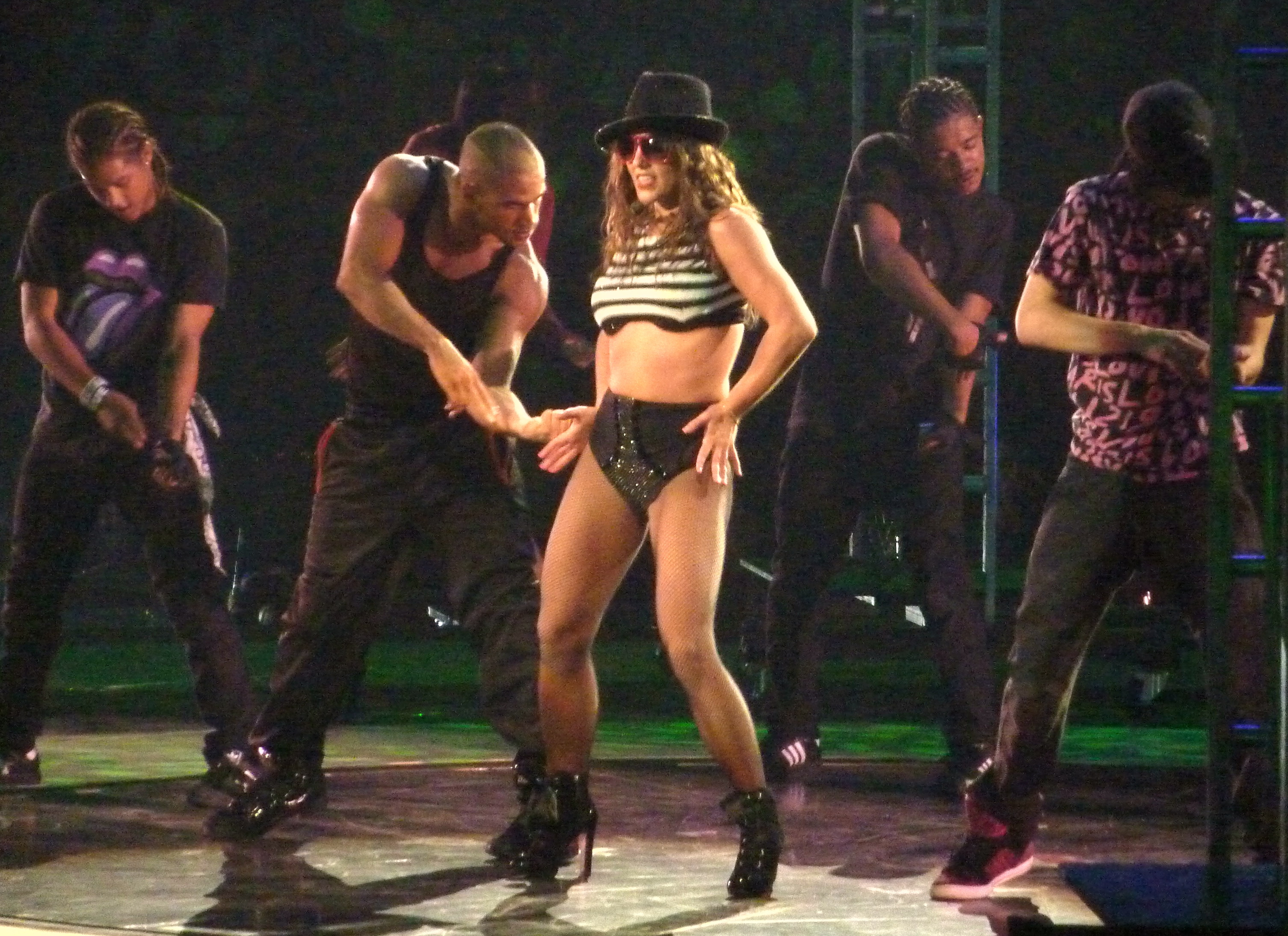
Spears interpretando «...Baby One More Time» en su gira The Circus Starring: Britney Spears (2009).

No ganó en ninguna de las categoría a las que estuvo nominada en los VMAs, pero el sencillo todavía ganó en numerosas entregas de premios, incluyendo un "Teen Choice Award" por Mejor Sencillo y un "MTV Europe Music Award" por Mejor Canción, el éxito de este sencillo no solo estuvo limitado a los Estados Unidos sino que también fue un éxito a nivel internacional.
| Año  | Ceremonia                      | Categoría                                | Resultado |
| ---- | ------------------------------ | ---------------------------------------- | --------- |
| 1999 | Teen Choice Awards             | Mejor sencillo                           | Ganadora  |
| 1999 | MTV Video Music Awards         | Mejor Vídeo Femenino                     | Nominada  |
| 1999 | MTV Video Music Awards         | Mejor vídeo pop                          | Nominada  |
| 1999 | MTV Video Music Awards         | Mejor coreografía                        | Nominada  |
| 1999 | MTV Video Music Awards         | Elección del público Internacional       | Nominada  |
| 1999 | M6/Mellier Premier Clip Awards | Mejor Vídeo                              | Ganadora  |
| 1999 | MTV Europe Music Awards        | Mejor Canción                            | Ganadora  |
| 1999 | MuchMusic Video Awards         | Mejor Vídeo de un Artista Internacional  | Ganadora  |
| 1999 | Hot 40 Music Awards            | Canción del Año                          | Ganadora  |
| 1999 | Hot 40 Music Awards            | Mejor Canción de una Artista Femenina    | Nominada  |
| 1999 | Hot 40 Music Awards            | Mejor Canción Pop                        | Nominada  |
| 1999 | Music Week Awards              | Highest Selling Singles Artist in the UK | Ganadora  |
| 2000 | Premios Grammy                 | Mejor Interpretación Vocal Pop Femenina  | Nominada  |
| 2008 | Total Finale Live              | Most Iconic Video of the Past TRL Decade | Ganadora  |

## Presentaciones en directo
«...Baby One More Time» ha sido incluida en los repertorios de once giras de Britney Spears y uno de Selena Gomez, los que corresponden a todos los tours que la cantante ha realizado desde el lanzamiento de la canción como sencillo. Dichos tours son:
- Hair Zone Mall Tour
- ...Baby One More Time Tour
- Crazy 2K Tour
- 2000 Promotional Showcase Tour
- Oops!... I Did It Again World Tour
- Dream Within a Dream Tour
- The Onyx Hotel Tour
- The M+M's Tour
- The Circus Starring: Britney Spears
- Femme Fatale Tour[20]
- Britney: Piece of Me

«...Baby One More Time» es la única canción que ha sido interpretada en cada tour de la cantante.

## Formatos
| CD-Maxi |                                                      |          |  |
| N.º     | Título                                               | Duración |  |
| 1.      | «...Baby One More Time» (Original Version)           | 03:30    |  |
| 2.      | «...Baby One More Time» (Sharp Platinum Vocal Remix) | 08:11    |  |
| 3.      | «...Baby One More Time» (Davidson Ospina Club Mix)   | 05:40    |  |

| The Singles Collection BoxSet CD-Single |                         |          |  |
| N.º                                     | Título                  | Duración |  |
| 1.                                      | «...Baby One More Time» | 03:33    |  |
| 2.                                      | «Autumn Goodbye»        | 03:41    |  |

## Créditos
Créditos adaptados de las notas del sencillo.
- Britney Spears — voz principal, coros
- Max Martin — compositor, productor, grabación, mezcla, coros
- Rami Yacoub — productor, grabación, mezcla
- Denniz Pop — productor
- Nana Hedin — coros
- Thomas Lindberg — bajo
- Johan Carlberg — guitarra
- Tom Coyne — masterización

## Listas

### Semanales
| País              | Ranking                                  | Primera semana | Posición de ingreso | Mejor posición | Semanas en la mejor posición | Semanas en el ranking | Última semana |
| ----------------- | ---------------------------------------- | -------------- | ------------------- | -------------- | ---------------------------- | --------------------- | ------------- |
| América           |                                          |                |                     |                |                              |                       |               |
| Estados Unidos    | Billboard Hot 100                        | 21-11-1998     | 17                  | 1              | 2                            | 32                    | 26-06-1999    |
| Europa            |                                          |                |                     |                |                              |                       |               |
| Alemania          | Top 100 Singles                          | 20-02-1999     | —                   | 1              | 6                            | 22                    | 17-07-1999    |
| Europa            | European Hot 100 Singles[cita requerida] | 20-02-1999     | —                   | 1              | 10                           | 25                    | 17-07-1999    |
| Austria           | Top 75 Singles                           | 28-02-1999     | 3                   | 1              | 8                            | 21                    | 18-07-1999    |
| Bélgica (Flandes) | Top 50 Singles                           | 20-02-1999     | 31                  | 1              | 8                            | 24                    | 31-07-1999    |
| Bélgica (Valonia) | Top 50 Singles                           | 06-03-1999     | 34                  | 1              | 9                            | 26                    | 28-08-1999    |
| Finlandia         | Top 20 Singles                           | 24-04-1999     | 1                   | 1              | 1                            | 11                    | 10-07-1999    |
| Francia           | Top 100 Singles                          | 27-03-1999     | 6                   | 1              | 2                            | 30                    | 16-10-1999    |
| Noruega           | Top 20 Singles                           | 20-02-1999     | 2                   | 1              | 8                            | 16                    | 05-06-1999    |
| Países Bajos      | Top 100 Singles                          | 30-01-1999     | 50                  | 1              | 6                            | 28                    | 07-08-1999    |
| Reino Unido       | Top 75 Singles                           | 27-02-1999     | 1                   | 1              | 2                            | 22                    | 24-07-1999    |
| Suecia            | Top 60 Singles                           | 28-01-1999     | 19                  | 1              | 3                            | 22                    | 24-06-1999    |
| Suiza             | Top 100 Singles                          | 28-02-1999     | 14                  | 1              | 9                            | 26                    | 22-08-1999    |
| Oceanía           |                                          |                |                     |                |                              |                       |               |
| Australia         | Top 50 Singles                           | 31-01-1999     | 20                  | 1              | 9                            | 23                    | 04-07-1999    |
| Nueva Zelanda     | Top 40 Singles                           | 14-02-1999     | 9                   | 1              | 4                            | 26                    | 12-09-1999    |

| Predecesor: "Have You Ever?" de Brandy                                                                                 | Billboard Hot 100 — Sencillo n.º 1 30 de enero de 1999 — 6 de febrero de 1999                                                                                     | Sucesor: "Angel of Mine" de Monica                                                               |
| Predecesor: "Silly Love Songs" de Ardijah "My side of town" de Lutricia McNeal "I Love the Way You Love Me" de Boyzone | Top 50 Singles — Sencillo n.º 1 21 de febrero de 1999 — 28 de febrero de 1999 21 de marzo de 1999 — 28 de marzo de 1999 18 de abril de 1999 — 25 de abril de 1999 | Sucesor: "You Get What You Give" de New Radicals "Heartbeat/Tragedy" de Steps "No Scrubs" de TLC |
| Predecesor: "Pretty Fly (for a White Guy)" de The Offspring                                                            | Top 50 Singles — Sencillo n.º 1 20 de febrero de 1999 — 3 de abril de 1999                                                                                        | Sucesor: "Swear It Again" de Westlife                                                            |
| Predecesor: "Fly Away" de Lenny Kravitz                                                                                | UK Singles Chart — Sencillo n.º 1 21 de febrero de 1999 — 6 de marzo de 1999                                                                                      | Sucesor: "When the Going Gets Tough, the Tough Get Going" de Boyzone                             |
| Predecesor: "Believe" de Cher                                                                                          | Top 50 Singles — Sencillo n.º 1 28 de febrero de 1999 — 25 de abril de 1999                                                                                       | Sucesor: "No Scrubs" de TLC                                                                      |
| Predecesor: "Better Off Alone" de Alice DeeJay                                                                         | Top 100 Singles — Sencillo n.º 1 5 de marzo de 1999 — 16 de abril de 1999                                                                                         | Sucesor: "Flat Beat" de Mr. Oizo                                                                 |
| Predecesor: "Changes" de 2Pac                                                                                          | Top 100 Singles — Sencillo n.º 1 6 de marzo de 1999 - 10 de abril de 1999                                                                                         | Sucesor: "We're Going to Ibiza!" de Vengaboys                                                    |
| Predecesor: "Big Big World" de Emilia                                                                                  | Top 100 Singles — Sencillo n.º 1 14 de marzo de 1999 — 9 de mayo de 1999                                                                                          | Sucesor: "I Want It That Way" de Backstreet Boys                                                 |
| Predecesor: "Vi drar till fjällen" de Markoolio                                                                        | Top 60 Singles — Sencillo n.º 1 18 de marzo de 1999 — 1 de abril de 1999                                                                                          | Sucesor: "(Du är så) yeah yeah, wow wow" de Martin                                               |
| Predecesor: "Tu m'oublieras" de Larusso                                                                                | Top 100 Singles — Sencillo n.º 1 24 de abril de 1999 — 1 de mayo de 1999                                                                                          | Sucesor: "Au Nom de la rose" de Moos                                                             |

### Anuales

#### 1999
| Europa    |                 |   |
| Alemania  | Top 3 Singles   | 3 |
| Oceanía   |                 |   |
| Australia | Top 100 Singles | 2 |

## Certificaciones
| País           | Proveedor     | Año  | Certificación | Nivel | Simbolización | Ventas certificadas | Tipo     |
| -------------- | ------------- | ---- | ------------- | ----- | ------------- | ------------------- | -------- |
| América        |               |      |               |       |               |                     |          |
| Estados Unidos | RIAA          | 2023 | Platino       | 5     | 5▲            | 5 000 000           | Digital  |
| Europa         |               |      |               |       |               |                     |          |
| Alemania       | IFPI Alemania | 1999 | Multi Platino | 3     | 3▲            | 1 050 000           | Sencillo |
| Austria        | IFPI Austria  | 1999 | Multi Platino | 3     | 3▲            | 150 000             | Sencillo |
| Bélgica        | BEA           | 1999 | Multi Platino | 3     | 3▲            | 200 000             | Sencillo |
| Francia        | SNEP          | 1999 | 2x Diamante   | 2     | ▲             | 1 000 000           | Sencillo |
| Noruega        | IFPI Noruega  | 2000 | Multi-Platino | 2     | 2▲            | 90 000              | Sencillo |
| Países Bajos   | NVPI          | 2000 | Platino       | 1     | ▲             | 100 000             | Sencillo |
| Reino Unido    | BPI           | 2024 | Multi-Platino | 4     | 4▲            | 2 400 000           | Sencillo |
| Suecia         | IFPI Suecia   | 1999 | Platino + oro | 1     | ▲             | 95 000              | Sencillo |
| Suiza          | IFPI Suiza    | 1999 | Multi Platino | 1     | ▲             | 250 000             | Sencillo |
| Oceanía        |               |      |               |       |               |                     |          |
| Australia      | ARIA          | 1999 | Multi-Platino | 3     | 3▲            | 610 000             | Sencillo |
| Nueva Zelanda  | RIANZ         | 1999 | Multi Platino | 3     | 3▲            | 45 000              | Sencillo |